# Angkor Vallis
Angkor Vallis és un vallis de 94,96 km de diàmetre de Mercuri. Porta el nom d'Angkor, una antiga ciutat de Cambodja, i el seu nom va ser aprovat per la Unió Astronòmica Internacional el 2013.